# Parandrita capito
Parandrita capito là một loài bọ cánh cứng trong họ Laemophloeidae. Loài này được miêu tả khoa học năm 1881 bởi Grouvelle.